# Medina (artiest)
Medina, Medina Danielle Oona Valbak, geboren als Andrea Fuentealba Valbak (Risskov, 30 november 1982) is een Deens-Chileens Pop- en R&B-zangeres en songwriter. Zij debuteerde met het album Tæt på (Dichtbij) in 2007, maar werd bekend door haar single "Kun for mig" (Alleen voor mij) in september 2008, dat een grote hit werd tot ver in 2009, en was de best verkochte single van 2009. Ze heeft in Denemarken zes nummer 1-hits op de Deense hitlijsten gehad, en werkt nauw samen met kunstenaars als Thomas Helmig, L.O.C. en Burhan G. "Addiction" behaalde op 9 mei 2011 de eerste plaats op de Amerikaanse Dancelijsten.
Ze won de volgende prijzen:
- Best Danish Act - MTV Europe Music Awards 2009[3]
- Best Danish Female Singer - Zulu Awards 2010 (TV2 Zulu)
- Best Danish Act - Danish DeeJay Awards 2010
- Best Danish Album - Danish DeeJay Awards 2010

## Dance Event
Medina gaf op 18 juni 2009 een liveoptreden voor het tv-programma Go' aften Danmark waar tegelijkertijd 350 dansers hun pasjes uitvoerden op het centraal station in Kopenhagen.

## Discografie

### Album
| 2007                                                        | Tæt på                                        | — |
| 2009                                                        | Velkommen til Medina *Denemarken: 2× Platinum | 2 |
| 2010                                                        | Welcome to Medina                             | — |
| "—" geeft aan dat dit album geen hitnotering heeft behaald. |                                               |   |

### Singles
| 2007                                                          | "Flå" (feat. Ruus)             | — | —  | —  | —  | — | — | Tæt på                                 |
| 2007                                                          | "Et øjeblik" (feat. Joe True)  | — | —  | —  | —  | — | — | Tæt på                                 |
| 2007                                                          | "Satser alt"                   | — | —  | —  | —  | — | — | geen-album single                      |
| 2007                                                          | "Alene"                        | — | —  | —  | —  | — | — | Tæt på                                 |
| 2008                                                          | "Okay (Artmus Remix)"          | — | —  | —  | —  | — | — | geen-album single                      |
| 2008                                                          | "Kun for mig"                  | 1 | —  | —  | —  | — | — | Velkommen til Medina                   |
| 2009                                                          | "Kun for mig" (feat. L.O.C.)   | — | —  | —  | —  | — | — | geen-album single                      |
| 2009                                                          | "Kun for dig" (feat. Burhan G) | 1 | —  | —  | —  | — | — | Velkommen til Medina (Special Edition) |
| 2009                                                          | "Velkommen til Medina"         | 1 | —  | —  | —  | — | — | Velkommen til Medina                   |
| 2009                                                          | "You and I"                    | — | 39 | 42 | 10 | 8 | — | Welcome to Medina                      |
| 2009                                                          | "Ensom"                        | 2 | —  | —  | —  | — | — | Velkommen til Medina                   |
| 2010                                                          | "Vi to"                        | 2 | —  | —  | —  | — | — | Velkommen til Medina                   |
| 2010                                                          | "Lonely"                       | — | —  | —  | —  | — | — | Welcome to Medina                      |
| 2010                                                          | "Addiction"                    | 1 | —  | —  | —  | — | 1 | geen-album single DK: Platinum         |
| 2011                                                          | "Gutter"                       | 8 | —  | 43 | —  | — | — |                                        |
| 2011                                                          | "For Altid"                    | 1 |    |    |    |   |   | For Altid                              |
| "—" geeft aan dat deze single geen hitnotering heeft behaald. |                                |   |    |    |    |   |   |                                        |

#### Singles (als featuring artiest)
| 2009                                                          | "1100 dage" (met Thomas Helmig) | 1 | Tommy Boy |
| 2010                                                          | "Mest ondt" (met Burhan G)      | 1 | Burhan G  |
| "—" geeft aan dat deze single geen hitnotering heeft behaald. |                                 |   |           |

## Nr.1 hits
- Kun for mig (Alleen voor mij) - Dubbel platina. (Engelse versie: You and I)
- Velkommen til Medina (Welkom bij Medina)
- Mest ondt (Burhan G feat. Medina) (Meeste pijn)
- Vi to (Wij twee)
- 1100 dage (1100 dagen)
- Addiction